# Cimetière national de fort Harrison
Le cimetière national de fort Harrison est un cimetière national des États-Unis situé à 7 milles (11,3 km) au sud de la ville de Richmond, dans le comté de Henrico, en Virginie. Administré par le département des États-Unis des affaires des anciens combattants, il s'étend sur 1,5 acres (0,6 ha), et à la fin de 2005 contenait 1 570 inhumations.
Le cimetière est créé en 1866. Il est inscrit sur le Registre national des lieux historiques en 199.

## Histoire
Créé après la guerre de Sécession comme un lieu de ré-inhumation des morts de l'Union des divers sites de bataille dans la région, y compris de la bataille de Chaffin's Farm. La majorité des inhumations dans le cimetière sont inconnues, et comprend également quatre prisonniers de guerre confédérés qui ont été détenus dans le fort pendant le temps qu'il a été tenu par l'Union.

## Inhumations notables
- Soldat  George A. Buchanan (1842-1864), récipiendaire de la médaille d'honneur pour son action lors de la bataille de Chaffin's Farm pendant la guerre de Sécession.